# خداوردي (مقاطعة دلفان)
خداوردي (بالفارسية: خداوردی) هي قرية تقع في قسم ميربغ الجنوبي الريفي (مقاطعة دلفان) في إيران. يقدر عدد سكانها بـ 25 نسمة .